# Бенгальський нафтогазоносний басейн
Бенгальський нафтогазоносний басейн — розташований на території Бангладеш, Індії і західної частини М'янми, в нижній течії pp. Ганг і Брахмапутра. Бенгальський басейн розташований у північно-східній частині Індійського півострова в штаті Західна Бенгалія, орієнтовно лежить між широтами 25°-20°30' і довготою 87°30' - 90° 30' і переходить в штат Західна Бенгалія в Індії та Бангладеш. На південь басейн простягається до прибережного району Бенгальської затоки.
Основні центри видобутку газу: Сілхет, Чатак, Хабігандж, Тітас.

## Історія
Перше родов. відкрите в 1955, розробляється з 1958.

## Характеристика
Площа 400 тис. км², з них 150 тис. км² — шельф Бенгальської затоки. За іншими даними він займає загальну площу 89 000 кв. км, з яких 57 000 км2 на суші і 32 000 км2 на морі до глибини 200 м.
Формування Бенгальського басейну почалося протягом середньо-верхньої крейди з диференційним опусканням. Басейн має дві чіткі фази розвитку: фаза Гондвани, фаза після Гондвани.
Під час фази Гондвани континентальні осади відкладалися в межах грабена, орієнтованого в північно-південному напрямку. За цією початковою фазою седиментації слідував період пенепланації та ініціювання загального нахилу шельфу на схід. У пізньому крейдовому періоді почалася безперервна фаза морського осадження в  басейні. Морське затоплення охопило практично весь басейн аж до його західного краю. Товста осадова призма відкладалася протягом третинного періоду.
Бенгальський басейн широко охоплений геофізичними дослідженнями. На ранніх етапах розвідки (1963-1970) проводилися аеромагнітні та гравітаційні дослідження. Багато частин басейну були широко охоплені 24- та 48-кратними дослідженнями з 1975 по 1988 рік. Тривимірні сейсмічні дані (4217 LKM, що еквівалентно 210 SKM) були отримані в 1989-91 роках для підтвердження присутності та нанесення на карту розширення рифів та інших особливостей / перспектив, які, як передбачається, мають місце в районах Амтала, Гольф-Грін та Ічапур. Тривимірна сейсмічна зйомка в морській зоні вимірює 1248 LKM (60 екв. SKM).
Виявлені 15 газових і 5 нафтових родовищ з початковими промисловими запасами газу 235 млрд м³, нафти 0,6 млн т. Найбільші: Тітас, Хабігандж, Бахрабад. Прогнозовані ресурси вуглеводнів у Бенгальському басейні оцінюються на рівні 190 млн т нафти +газового еквівалента.
Бенгальський нафтогазоносний басейн пов'язаний із Західно-Бенгальським схилом докембрійської Індостанської платформи і Бенгальським крайовим прогином.
Продуктивні нижньоміоценові пісковики. Газ містить 95–99 % метану.
Загальна площа, охоплена геологічним картуванням, становить близько 8800 кв.км.